# Vườn quốc gia Mburucuyá
Vườn quốc gia Mburucuyá (Tây Ban Nha: Parque Nacional Mburucuyá) là một vườn quốc gia nằm ở phía tây bắc của tỉnh Corrientes, cách thành phố Corrientes khoảng 150 km, Argentina. Nó có diện tích 176 km vuông của vùng đất ngập nước Iberá, là vùng đất ngập nước lớn thứ hai tại Nam Mỹ sau Pantanal.
Đây là một khu vực rất quan trọng cho việc cung cấp nước, điều tiết lũ lụt, lượng nước tại các đập thủy điện và ảnh hưởng của nó đối với vùng vi khí hậu.

## Lịch sử
Khoảng 5.000 năm trước đây, khu vực này là nơi sinh sống của cộng đồng dân cư bản địa. Trong thời gian gần đây, nhiều khu vực bị chiếm đóng bởi người Guaraní, họ trồng ngô, bí, đậu, sắn, bông và cây lấy nhựa.
Khi lãnh thổ trở thành thuộc địa của Tây Ban Nha, nhiều khu định cư ban đầu đã bị chiếm đóng và thay đổi đáng kể. Sự ra đời của sản xuất nông nghiệp quy mô lớn khiến nhiều loài cây bản địa đã bị phá hoại nghiêm trọng.
Việc thành lập vườn quốc gia bắt đầu tiến hành trong thế kỷ 20. Sau chiến tranh thế giới thứ 2, tiến sĩ Troels Pederson đã hiến đất đai cho việc thành lập vườn quốc gia. Mục tiêu của nó là để duy trì môi trường sống trong bối cảnh lịch sử lâu đời.

## Tài nguyên
Vườn quốc gia được phân chia thành 3 khu vực tự nhiên riêng biệt.
- Chaco Oriental: bao gồm các khu vực đất trồng, rừng cọ, đồng cỏ, đất ngập nước. Một số loài bản địa đặc trưng là cây Quebracho (quebracho colorado và quebraco blanco), Ronrón, Viraró, Prosopis và Cọ.
- Selva Paranaense: được đặc trưng bởi những ngọn đồi nhỏ. Các loài bản địa bao gồm các Pacara, Cọ nữ hoàng và nguyệt quế.
- El Espinal: Khu vực này nổi bật với loài Cọ Nam Mỹ Butia yatay, Hòa thảo.

Về động vật, nơi đây có khoảng 150 loài chim và nhiều loài động vật bao gồm Chuột lang nước, Cá sấu, Cáo, Thú có mai, Báo đốm Mỹ, Khỉ rú nâu cùng các loài cá bản địa Cá Dorado và Cá hổ Suribim. Các loài nguy cấp bao gồm Sói bờm, Rái cá sông và Nai đầm lầy Nam Mỹ. 